# Évelyne Manchon
Pour les articles homonymes, voir Manchon.
Évelyne Manchon, née le 31 mai 1963 à Paris, est une tireuse sportive française.

## Carrière
Évelyne Manchon participe aux Jeux olympiques d'été de 1984 à Los Angeles, terminant 9e en pistolet à 25 mètres, aux Jeux olympiques d'été de 1988 à Séoul, terminant 12e en pistolet à air comprimé à 10 mètres et 7e en pistolet à 25 mètres et aux Jeux olympiques d'été de 1992 à Barcelone, terminant 24e en pistolet à air comprimé à 10 mètres et 9e en pistolet à 25 mètres.
Elle remporte la finale de la Coupe du monde de tir de l'ISSF en pistolet à 25 mètres en 1991 à Munich, après avoir échoué à  la deuxième place en 1988 ; elle est aussi vice-championne d'Europe en pistolet à air à 10 mètres en 1977.